# Tamer Moussa
Pour les articles homonymes, voir Tamer et Moussa.
Tamer Moussa est un karatéka égyptien. Il a remporté la médaille d'argent en kumite individuel masculin moins de 70 kilos aux championnats du monde de karaté 2008 à Tōkyō, au Japon.

## Résultats
| Résultat          | Date             | Épreuve                   | Catégorie | Compétition                | Ville hôte      |
| ----------------- | ---------------- | ------------------------- | --------- | -------------------------- | --------------- |
| Médaille d'argent | 16 novembre 2008 | Kumite individuel - 70 kg | Seniors   | Championnats du monde 2008 | Tōkyō, au Japon |